# Juliette et Bellini
Juliette et Bellini (titre original : Mirette on the High Wire) est un livre pour enfant illustré de l'écrivaine américaine Emily Arnold McCully. Publié en 1992, le livre raconte l'histoire de Mirette, une jeune française qui apprend à marcher sur la corde raide. Il remporte en 1993 la médaille Caldecott.

## Résumé
Mirette vit dans une pension en France. Un jour, sa vie est changée par la rencontre avec un homme nommé Bellini, un célèbre funambule, qui apprend à Mirette à marcher sur une corde raide. 

## Adaptation en comédie musicale
L'auteur Tom Jones (en) et le compositeur Harvey Schmidt (en), mieux connus pour leur comédie musicale The Fantasticks (en), ont créé une version musicale du livre en 1996,. Steve Barton interprète le personnage principal de Bellini lors de la première, avec Kelly Maby dans le rôle de Mirette et Jerry Vichi dans le rôle de Max. La comédie musicale fut jouée au Norma Terris Theatre à Chester, Connecticut,aux États-Unis, du 1er au 25 août 1996.